# Helina allisoni
Helina allisoni este o specie de muște din genul Helina, familia Muscidae, descrisă de Shinonaga și Tadao Kano în anul 1984. Conform Catalogue of Life specia Helina allisoni nu are subspecii cunoscute.